# Seznam památných stromů v okrese Cheb
Toto je seznam památných stromů v okrese Cheb, v němž jsou uvedeny památné stromy na území okresu Cheb.
| Název                                      | Obrázek | Umístění                                                      | Druh                                                                                              | Obvod [v cm] | Kód wikidata      | Galerie                                                                       | Poznámka |
| ------------------------------------------ | ------- | ------------------------------------------------------------- | ------------------------------------------------------------------------------------------------- | --- | ----------------- | ----------------------------------------------------------------------------- | --- |
| Zedwitzův javor                            |         | Aš 50°13′31″ s. š., 12°11′20″ v. d.                           | javor klen                                                                                        | 405 | 106097 Q26790766  | Kategorie „Zedwitzův javor“ na Wikimedia Commons                              | V zahradě městského muzea |
| Beranovská olše                            |         | Beranovka 49°56′9″ s. š., 12°50′19″ v. d.                     | olše lepkavá                                                                                      | 635 | 102490 Q24576302  | Kategorie „Beranovská olše“ na Wikimedia Commons                              | V olšině na levém břehu Podhájského potoka pod obcí, šestikmen + torzo. Beranovka.                                                                                        |
| Bezvěrovské buky                           |         | Bezvěrov u Teplé 49°56′44″ s. š., 12°49′30″ v. d.             | buk lesní (2)                                                                                     | 364 382 | 106531 Q131100713 | Kategorie „Bezvěrovské buky“ na Wikimedia Commons                             | Buky doplňují obraz venkovského stavení. |
| Lípa v Salajně                             |         | Dolní Žandov 50°1′52″ s. š., 12°30′31″ v. d.                  | lípa malolistá                                                                                    | 570 | 105986 Q20428092  | Kategorie „Lípa v Salajně“ na Wikimedia Commons                               | Na konci obce u kaple na pozemku ppč. 1015/2 |
| Alej Doubrava                              |         | Doubrava u Lipové 50°1′11″ s. š., 12°27′12″ v. d.             | dub letní (11) lípa malolistá (9)                                                                 | & Chyba ve výrazu: Neočekávaný operátor / Chyba ve výrazu: Neočekávaný operátor / Chyba ve výrazu: Neočekávaný operátor / Chyba ve výrazu: Neočekávaný operátor / Chyba ve výrazu: Neočekávaný operátor / Chyba ve výrazu: Neočekávaný operátor / Chyba ve výrazu: Neočekávaný operátor / Chyba ve výrazu: Neočekávaný operátor / Chyba ve výrazu: Neočekávaný operátor / Chyba ve výrazu: Neočekávaný operátor / Chyba ve výrazu: Neočekávaný operátor / Chyba ve výrazu: Neočekávaný operátor / Chyba ve výrazu: Neočekávaný operátor / Chyba ve výrazu: Neočekávaný operátor / Chyba ve výrazu: Neočekávaný operátor / -1.0000-0 | 102552 Q20755547  | Kategorie „Alej Doubrava“ na Wikimedia Commons                                | Mezi dvěma pastvinami, ve východní části alej končí u komunikace Doubrava-Mýtina; 13. března 1998 skácena 1 lípa, zůstává 10 dubů a 10 lip.                               |
| Buk lesní a dub letní v Doubravě           |         | Doubrava u Lipové 50°1′8″ s. š., 12°27′9″ v. d.               | dub letní (1) buk lesní (1)                                                                       | 351 363 | 102550 Q20755553  | Kategorie „Buk lesní a dub letní v Doubravě“ na Wikimedia Commons             | V obci po levé straně místní komunikace. Obvody buk 351 cm, dub 325 cm.                                                                                                   |
| Doubravský buk                             |         | Doubrava u Lipové 50°1′11″ s. š., 12°27′10″ v. d.             | buk lesní                                                                                         | 385 | 102570 Q20755556  | Kategorie „Doubravský buk“ na Wikimedia Commons                               | Na rozhraní místní komunikace a pastviny. |
| Javory u obrázku                           |         | Háj u Staré Vody 49°57′54″ s. š., 12°32′32″ v. d.             | javor mléč (4)                                                                                    | 324 | 104621 Q24451156  | Kategorie „Javory u obrázku“ na Wikimedia Commons                             | U silnice z Vysoké do Háje kolem dřevěných božích muk. Z původních 4 stromů se dochoval jediný.                                                                           |
| Dub ve Slapanech                           |         | Háj 50°1′40″ s. š., 12°22′16″ v. d.                           | dub letní                                                                                         | 614 | 105371 Q21150659  | Kategorie „Dub ve Slapanech“ na Wikimedia Commons                             | V obci vedle komunikace. |
| Heřmanovský buk                            |         | Heřmanov u Starého Sedla 49°57′26″ s. š., 12°54′57″ v. d.     | buk lesní                                                                                         | 347 | 106533 Q10000159  | Kategorie „Heřmanovský buk“ na Wikimedia Commons                              | Dominanta na malé návsi s dětským hřištěm. |
| Zámecká alej a buky v Horních Lubech       |         | Horní Luby 50°15′36″ s. š., 12°23′47″ v. d.                   | dub letní (21) buk lesní (6) javor mléč (13) javor klen (25) jasan ztepilý (30) jírovec maďal (9) | & Chyba ve výrazu: Neočekávaný operátor / Chyba ve výrazu: Neočekávaný operátor / Chyba ve výrazu: Neočekávaný operátor / Chyba ve výrazu: Neočekávaný operátor / Chyba ve výrazu: Neočekávaný operátor / Chyba ve výrazu: Neočekávaný operátor / Chyba ve výrazu: Neočekávaný operátor / Chyba ve výrazu: Neočekávaný operátor / Chyba ve výrazu: Neočekávaný operátor / Chyba ve výrazu: Neočekávaný operátor / Chyba ve výrazu: Neočekávaný operátor / Chyba ve výrazu: Neočekávaný operátor / Chyba ve výrazu: Neočekávaný operátor / Chyba ve výrazu: Neočekávaný operátor / Chyba ve výrazu: Neočekávaný operátor / -1.0000-0 | 102545 Q20064800  | Kategorie „Zámecká alej a skupina buků v Horních Lubech“ na Wikimedia Commons | Alej směrem od města k bývalému zámku a skupina buků vpravo od silnice.                                                                                                   |
| Lubská lípa                                |         | Horní Luby 50°15′55″ s. š., 12°23′27″ v. d.                   | lípa malolistá                                                                                    | 811 | 102566 Q18113909  | Kategorie „Lubská lípa“ na Wikimedia Commons                                  | V obci po levé straně silnice. |
| Dub u Horní Vsi                            |         | Horní Ves 49°55′15″ s. š., 12°39′8″ v. d.                     | dub letní                                                                                         | 392 | 106304 Q73602051  | Kategorie „Dub u Horní Vsi“ na Wikimedia Commons                              | Severozápadně od Nové Vsi v ostrůvku zeleně obklopeném ornou půdou, v místě kamenného snosu, kde bývalo rozcestí již zaniklých polních cest.                              |
| Dub u Dolíšky                              |         | Hranice u Aše 50°17′17″ s. š., 12°9′51″ v. d.                 | dub letní                                                                                         | 430 | 102558 Q26787704  | Kategorie „Dub u Dolíšky“ na Wikimedia Commons                                | U hráze vodárenské nádrže Dolíška jihovýchodně od města |
| Chebský dub                                |         | Cheb 50°4′14″ s. š., 12°21′21″ v. d.                          | dub letní                                                                                         | 305 | 102567 Q21150678  | Kategorie „Chebský dub“ na Wikimedia Commons                                  | Na pravé straně ulice Klášterní cesta. |
| Dub v Chlumečku                            |         | Cheb 50°6′1″ s. š., 12°22′6″ v. d.                            | dub letní                                                                                         | 502 | 102569 Q21102564  | Kategorie „Dub letní ve Chlumečku“ na Wikimedia Commons                       | U místní komunikace původně vedoucí do Chlumečku ze silnice I/21. |
| Dub v Chodovské Huti                       |         | Chodovská Huť 49°54′54″ s. š., 12°36′2″ v. d.                 | dub letní                                                                                         | 438 | 102568 Q24576303  | Kategorie „Dub v Chodovské Huti“ na Wikimedia Commons                         | Na zahradě bývalého polesí Chodovská Huť. |
| Jasan u Čadilů                             |         | Chodovská Huť 49°54′59″ s. š., 12°36′19″ v. d.                | jasan ztepilý                                                                                     | 478 | 104835 Q24576323  | Kategorie „Jasan u Čadilů“ na Wikimedia Commons                               | Na jižním okraji osady u silnice na Broumov na soukromém oploceném pozemku mezi chatami.                                                                                  |
| Jírovec u Mariánské kapličky v Jankovicích |         | Jankovice 49°58′58″ s. š., 12°50′15″ v. d.                    | jírovec maďal                                                                                     | 374 | 102515 Q20057596  | Kategorie „Jírovec u Mariánské kapličky v Jankovicích“ na Wikimedia Commons   | V obci u Mariánské kapličky. |
| Dub v Jedličné †                           |         | Jedličná 50°7′37″ s. š., 12°18′42″ v. d.                      | dub letní                                                                                         | 505 | 102571 Q21041467  | Kategorie „Dub v Jedličné“ na Wikimedia Commons                               | V poli 30 m od silnice a 400 m od křižovatky Jedličná-Krapice; v r. 1982 uveden v soupisovém archu jako VKP.                                                              |
| Dub ve Dvorečku                            |         | Jedličná 50°7′49″ s. š., 12°18′45″ v. d.                      | dub letní                                                                                         | 435 | 102563 Q21102549  | Kategorie „Dub letní ve Dvorečku“ na Wikimedia Commons                        | U křižovatky Ostroh- Horní Lomany a Poustka-Krapice |
| Hroznatova lípa                            |         | Klášter Teplá 49°58′0″ s. š., 12°52′47″ v. d.                 | lípa velkolistá                                                                                   | 917 | 102497 Q12020753  | Kategorie „Hroznatova lípa“ na Wikimedia Commons                              | V klášterní zahradě premonstrátského kláštera v Teplé v blízkosti budovy konventu.                                                                                        |
| Lípa u hřbitova                            |         | Klášter Teplá 49°58′15″ s. š., 12°52′48″ v. d.                | lípa malolistá                                                                                    | 529 | 104754 Q20057758  | Kategorie „Lípa u hřbitova (Teplá)“ na Wikimedia Commons                      | U silnice Teplá-Dřevohryzy u odbočky ke hřbitovu; pozůstatek kompozice tzv. barokní krajiny z doby barokní přestavby konventu a zahrad tepelského kláštera a města Teplá. |
| Buky v Kopanině                            |         | Kopanina 50°11′58″ s. š., 12°28′19″ v. d.                     | buk lesní (2)                                                                                     | 385 377 | 102551 Q18284435  | Kategorie „Buky v Kopanině“ na Wikimedia Commons                              | Za osadou na okraji pole nad úvozovou cestou; obvod kmenů 364 cm, 381 cm                                                                                                  |
| Krásenská lípa †                           |         | Krásné 49°57′33″ s. š., 12°37′ v. d.                          | lípa malolistá                                                                                    | 515 | 104650 Q20081222  | Kategorie „Krásenská lípa“ na Wikimedia Commons                               | Na soukromém pozemku u čp. 140 v Krásném u Tří Seker. Ochrana zrušena 20. března 2018.                                                                                    |
| Douglaska pod obeliskem dvou císařů        |         | Lázně Kynžvart 50°0′26″ s. š., 12°35′58″ v. d.                | douglaska tisolistá                                                                               | 488 | 106548 Q133807211 | Kategorie „Douglaska pod obeliskem dvou císařů“ na Wikimedia Commons          | V zámeckém parku v údolíčku východně od Františkova monumentu. |
| Dub u zámeckého statku                     |         | Lázně Kynžvart 50°0′9″ s. š., 12°36′35″ v. d.                 | dub letní                                                                                         | 443 | 102549 Q17311802  | Kategorie „Dub u zámeckého statku (Lázně Kynžvart)“ na Wikimedia Commons      | U zámeckého statku. |
| Lípa u zámeckého pivovaru                  |         | Lázně Kynžvart 50°0′14″ s. š., 12°36′15″ v. d.                | lípa velkolistá                                                                                   | 629 | 102560 Q17317333  | Kategorie „Lípa u zámeckého pivovaru“ na Wikimedia Commons                    | V zámeckém parku, vlevo od vchodu do bývalého pivovarského sklepa. |
| Lípa za kynžvartským kostelem              |         | Lázně Kynžvart 50°0′38″ s. š., 12°37′40″ v. d.                | lípa velkolistá                                                                                   | 743 | 102559 Q17317334  | Kategorie „Lípa za kynžvartským kostelem“ na Wikimedia Commons                | Severovýchodně od kostela na okraji louky |
| Kynžvartský smrk                           |         | Lázně Kynžvart 50°0′21″ s. š., 12°36′27″ v. d.                | smrk ztepilý                                                                                      | 531 | 106547 Q133805563 | Kategorie „Kynžvartský smrk“ na Wikimedia Commons                             | V zámeckém parku, severně od zámku Kynžvart, na břehu Lipoltovského potoka.                                                                                               |
| Pastýřský buk                              |         | Lazy 50°3′8″ s. š., 12°38′6″ v. d.                            | buk lesní                                                                                         | 617 | 102561 Q12043920  | Kategorie „Pastýřský buk“ na Wikimedia Commons                                | Na náhorní louce severně od Laz, vlevo od silnice Lazy přehrada-Krásná Lípa                                                                                               |
| Valdovské duby                             |         | Lesina 50°12′12″ s. š., 12°26′54″ v. d.                       | dub letní (3)                                                                                     | 393 508 519 | 102556 Q18284468  | Kategorie „Valdovské duby“ na Wikimedia Commons                               | 650 m severně od soutoku Plesné a Lubinky, na východním okraji osady Lesná (Valdov); obvod kmenů 380 cm, 560 cm, 570 cm.                                                  |
| Duby u kaple                               |         | Luby 50°15′5″ s. š., 12°24′13″ v. d.                          | dub letní (3)                                                                                     | 398 443 torzo | 102555 Q20057260  | Kategorie „Duby u kaple“ na Wikimedia Commons                                 | Na hřbitově mezi kaplí a urnovým hájem, 20. srpna 1999 zrušena ochrana 2 stromů.                                                                                          |
| Javory u kaple                             |         | Luby 50°15′4″ s. š., 12°24′13″ v. d.                          | javor klen (3)                                                                                    | 443 | 102553 Q20057519  | Kategorie „Javory u kaple“ na Wikimedia Commons                               | Na místním hřbitově mezi kaplí a urnovým hájem, zrušena ochrana 3. stromu.                                                                                                |
| Dub v Malé Šitboři                         |         | Malá Šitboř 50°3′18″ s. š., 12°31′56″ v. d.                   | dub letní                                                                                         | 427 | 104692 Q19602095  | Kategorie „Dub v Malé Šitboři“ na Wikimedia Commons                           | v obci. |
| Král smrků                                 |         | Mariánské Lázně 49°59′10″ s. š., 12°40′46″ v. d.              | smrk ztepilý                                                                                      | 428 | 102572 Q12031715  | Kategorie „Král smrků“ na Wikimedia Commons                                   | V lese za lesovnou a alejí Svobody. |
| Buky u kostela Nanebevzetí Panny Marie     |         | Mariánské Lázně 49°58′34″ s. š., 12°42′28″ v. d.              | buk lesní červenolistý (2)                                                                        | 515 420 | 105982 Q19829706  | Kategorie „ Buky u kostela Nanebevzetí Panny Marie“ na Wikimedia Commons      | V parku v blízkosti kostela Nanebevzetí Panny Marie |
| Javor u Ferdinandova pramene               |         | Mariánské Lázně 49°57′47″ s. š., 12°42′24″ v. d.              | javor klen                                                                                        | 402 | 105984 Q19829694  | Kategorie „Javor u Ferdinandova pramene“ na Wikimedia Commons                 | V blízkosti Ferdinandova pramene |
| Mostovský dub                              |         | Mostov 50°6′34″ s. š., 12°29′22″ v. d.                        | dub letní                                                                                         | 468 | 104686 Q17311839  | Kategorie „Mostovský dub“ na Wikimedia Commons                                | Vedle komunikace Mostov-Odrava. |
| Alej Mostov                                |         | Mostov 50°6′33″ s. š., 12°29′57″ v. d.                        | javor mléč (225)                                                                                  | & Chyba ve výrazu: Neočekávaný operátor / Chyba ve výrazu: Neočekávaný operátor / Chyba ve výrazu: Neočekávaný operátor / Chyba ve výrazu: Neočekávaný operátor / Chyba ve výrazu: Neočekávaný operátor / Chyba ve výrazu: Neočekávaný operátor / Chyba ve výrazu: Neočekávaný operátor / Chyba ve výrazu: Neočekávaný operátor / Chyba ve výrazu: Neočekávaný operátor / Chyba ve výrazu: Neočekávaný operátor / Chyba ve výrazu: Neočekávaný operátor / Chyba ve výrazu: Neočekávaný operátor / Chyba ve výrazu: Neočekávaný operátor / Chyba ve výrazu: Neočekávaný operátor / Chyba ve výrazu: Neočekávaný operátor / -1.0000-0 | 102546 Q15632646  | Kategorie „Alej Mostov“ na Wikimedia Commons                                  | Oboustranná alej u přístupové komunikace od osady Hlinová k zámku v Mostově; obvod kmenů od 157 cm do 284 cm.                                                             |
| Valdštejnův dub                            |         | Okrouhlá u Chebu 50°3′47″ s. š., 12°29′10″ v. d.              | dub letní                                                                                         | 694 | 102564 Q11871909  | Kategorie „Valdštejnův dub (Okrouhlá)“ na Wikimedia Commons                   | V centru obce, u místní komunikace. |
| Lípa v Ovesných Kladrubech                 |         | Ovesné Kladruby 49°57′11″ s. š., 12°46′44″ v. d.              | lípa velkolistá                                                                                   | 411 | 105981 Q20057760  | Kategorie „Lípa v Ovesných Kladrubech“ na Wikimedia Commons                   | V obci v blízkosti fary a kostela |
| Buk u zbrojnice †                          |         | Plesná                                                        | buk lesní                                                                                         | 361 | 102548            |                                                                               | V centru obce nad požární zbrojnicí. Ochrana zrušena 19. července 2010.                                                                                                   |
| Rájovský javor                             |         | Rájov 49°59′33″ s. š., 12°46′13″ v. d.                        | javor klen                                                                                        | 508 | 102565 Q20058073  | Kategorie „Rájovský javor“ na Wikimedia Commons                               | Na svahu za obcí. |
| Stříbrný javor u Komorní Hůrky             |         | Slatina u Františkových Lázní 50°6′23″ s. š., 12°20′46″ v. d. | javor stříbrný                                                                                    | 455 | 102544 Q12057096  | Kategorie „Stříbrný javor u Komorní Hůrky“ na Wikimedia Commons               | V aleji podél vycházkové trasy z Františkových Lázní na Komorní Hůrku. |
| Borovice rumelská na Slatině               |         | Slatina u Staré Vody 49°55′55″ s. š., 12°31′38″ v. d.         | borovice rumelská                                                                                 | 285 | 106323 Q73602110  | Kategorie „Borovice rumelská na Slatině“ na Wikimedia Commons                 | V intravilánu zaniklé vsi Slatiny na p. č. 2666. |
| Javor u brány                              |         | Staré Sedlo 49°56′23″ s. š., 12°56′33″ v. d.                  | javor klen                                                                                        | 340 | 105141 Q24576330  | Kategorie „Javor u brány“ na Wikimedia Commons                                | U brány do statku nad návsí ve Starém Sedle. |
| Duby a javor nad zámkem                    |         | Starý Hrozňatov 50°1′29″ s. š., 12°23′30″ v. d.               | dub letní (2) javor mléč (1)                                                                      | 441 | 102547 Q21150661  | Kategorie „Duby a javor nad zámkem“ na Wikimedia Commons                      | V aleji vedoucí od zámku k poutnímu místu Loreta; obvod kmenů od 292 cm do 440 cm, v r. 2000 zrušena ochrana 1 dubu letního z původních 3.                                |
| Štítarský klen                             |         | Štítary u Krásné 50°14′55″ s. š., 12°9′46″ v. d.              | javor klen                                                                                        | 313 | 104340 Q26789247  | Kategorie „Štítarský klen“ na Wikimedia Commons                               | Za chatovou osadou Černý Luh přes kolejiště. |
| Dub nad Starým rybníkem                    |         | Teplá 49°57′5″ s. š., 12°53′18″ v. d.                         | dub letní                                                                                         | 402 | 106153 Q29346121  | Kategorie „Dub nad Starým rybníkem“ na Wikimedia Commons                      | Na levém okraji místní zpevněné komunikace asi 215 m východně od Mlýna Křepkovice č. p. 44                                                                                |
| Tepelský dub                               |         | Teplá 49°58′58″ s. š., 12°51′45″ v. d.                        | dub letní                                                                                         | 373 | 105898 Q20058197  | Kategorie „Tepelský dub“ na Wikimedia Commons                                 | V parku na náměstí nad kostelem sv. Jiljí |
| Lípa u kostela v Trstěnicích               |         | Trstěnice 49°55′7″ s. š., 12°40′33″ v. d.                     | lípa velkolistá                                                                                   | 395 | 105914 Q20856351  | Kategorie „Lípa u kostela v Trstěnicích“ na Wikimedia Commons                 | V obci u kostela |
| Smrk pod Ovčím vrchem                      |         | Tři Sekery 49°56′40″ s. š., 12°35′11″ v. d.                   | smrk ztepilý                                                                                      | 363 | 105716 Q20081219  | Kategorie „Smrk pod Ovčím vrchem“ na Wikimedia Commons                        | V údolí potoka Tichá na pastvině nad rybníkem Dorňákem na úpatí Ovčího vrchu.                                                                                             |
| Dub u Vondráčků                            |         | Tři Sekery 49°56′34″ s. š., 12°36′36″ v. d.                   | dub letní                                                                                         | 405 | 106373 Q99641838  | Kategorie „Dub u Vondráčků“ na Wikimedia Commons                              | Ve Třech Sekerách na okraji zahrady u čp. 73 v řadě velkých stromů lemujících hranici pozemku.                                                                            |
| Dub U oříšku †                             |         | Tři Sekery 49°56′35″ s. š., 12°38′8″ v. d.                    | dub letní                                                                                         | 709 | 104622 Q20081218  | Kategorie „Dub U oříšku“ na Wikimedia Commons                                 | V polích východně od obce Tři Sekery; srostlice 11 kmenů. Ochrana zrušena 17. prosince 2018.                                                                              |
| Duby u statku Tuřany čp. 3                 |         | Tuřany 50°4′49″ s. š., 12°31′13″ v. d.                        | dub letní (6)                                                                                     | & Chyba ve výrazu: Neočekávaný operátor / Chyba ve výrazu: Neočekávaný operátor / Chyba ve výrazu: Neočekávaný operátor / Chyba ve výrazu: Neočekávaný operátor / Chyba ve výrazu: Neočekávaný operátor / Chyba ve výrazu: Neočekávaný operátor / Chyba ve výrazu: Neočekávaný operátor / Chyba ve výrazu: Neočekávaný operátor / Chyba ve výrazu: Neočekávaný operátor / Chyba ve výrazu: Neočekávaný operátor / Chyba ve výrazu: Neočekávaný operátor / Chyba ve výrazu: Neočekávaný operátor / Chyba ve výrazu: Neočekávaný operátor / Chyba ve výrazu: Neočekávaný operátor / Chyba ve výrazu: Neočekávaný operátor / -1.0000-0 | 104374 Q20057262  | Kategorie „Duby u statku Tuřany čp. 3“ na Wikimedia Commons                   | V obci u čp. 3, 6 ks. |
| Dub u Hamrnického zámečku                  |         | Úšovice 49°57′15″ s. š., 12°41′19″ v. d.                      | dub letní                                                                                         | 380 | 102557 Q20081209  | Kategorie „Dub u Hamrnického zámečku“ na Wikimedia Commons                    | Mezi Hamrnickým zámečkem a objektem Nové Karny. |
| Alej Svobody                               |         | Valy u Mariánských Lázní 49°58′52″ s. š., 12°41′30″ v. d.     | dub (395) buk lesní (4) javor klen (3) jeřáb (1)                                                  | & Chyba ve výrazu: Neočekávaný operátor / Chyba ve výrazu: Neočekávaný operátor / Chyba ve výrazu: Neočekávaný operátor / Chyba ve výrazu: Neočekávaný operátor / Chyba ve výrazu: Neočekávaný operátor / Chyba ve výrazu: Neočekávaný operátor / Chyba ve výrazu: Neočekávaný operátor / Chyba ve výrazu: Neočekávaný operátor / Chyba ve výrazu: Neočekávaný operátor / Chyba ve výrazu: Neočekávaný operátor / Chyba ve výrazu: Neočekávaný operátor / Chyba ve výrazu: Neočekávaný operátor / Chyba ve výrazu: Neočekávaný operátor / Chyba ve výrazu: Neočekávaný operátor / Chyba ve výrazu: Neočekávaný operátor / -1.0000-0 | 102554 Q23712732  | Kategorie „Alej Svobody (Slavkovský les)“ na Wikimedia Commons                | Po levé straně silnice na Valy. Nejmohutnějším stromem aleje vysazené roku 1902 je Novákův buk.                                                                           |
| Valský jasan                               |         | Valy u Mariánských Lázní 49°58′28″ s. š., 12°39′58″ v. d.     | jasan ztepilý                                                                                     | 407 | 106372 Q99641843  | Kategorie „Valský jasan“ na Wikimedia Commons                                 | Na okraji zástavby obce a údolní nivy, blízko zaniklého náhonu a pravděpodobně i mlýna.                                                                                   |
| Jilm u Hvězdy †                            |         | Valy u Mariánských Lázní 49°59′12″ s. š., 12°39′7″ v. d.      | jilm horský                                                                                       | 425 | 106327 Q63486134  | Kategorie „Jilm u Hvězdy“ na Wikimedia Commons                                | Na lesním pozemku p. č. 320/1 v k. ú. Valy u Mariánských Lázní. Ochrana zrušena 22.01.2024.                                                                               |
| Jilm ve Vlkovicích †                       |         | Vlkovice u Mariánských Lázní 49°56′59″ s. š., 12°44′14″ v. d. | jilm horský                                                                                       | 496 | 102562 Q12024741  | Kategorie „Jilm ve Vlkovicích“ na Wikimedia Commons                           | V obci u silnice ve směru od Závišína u čp. 17; dvoják. Ochrana zrušena 9. ledna 2018.                                                                                    |